# Philipp Friedrich Böddecker
Philipp Friedrich Böddecker (Haguenau, 5 augustus 1607 - Stuttgart, 8 oktober 1683) was een Duitse barokcomponist, organist en fagottist. Hij heeft in verschillende steden als organist en fagottist gewerkt voordat hij in 1652 in Stuttgart een aanstelling als organist kreeg. Hij zou in Stuttgart veelvuldig in conflict raken met de hofkapelmeester Samuel Friedrich Capricornus.

## Levensloop
Philipp Friedrich Böddecker werd geboren in Haguenau (Elzas) als zoon van Joachim Böddecker en Anna Maria Broll. Vader Joachim kwam oorspronkelijk uit Goslar en was musicus. Philipp had ook nog een broer Heinrich, die later als organist aan de slag zou gaan. In 1618 verhuisde het gezin naar Stuttgart waar vader Joachim een muziekaanstelling kreeg.
De eerste muzieklessen ontving Philipp Böddecker van zijn vader. Vervolgens kreeg hij in Stuttgart muziekonderwijs van Johann Ulrich Steigleder. In 1626 werd Böddecker organist en zangleraar in Buchsweiler en van 1629 tot 1634 fagottist en organist van de hofkapel in Darmstadt. Ook was hij werkzaam aan het hof in de stad Durlach. In 1638 volgde nog een baan als organist in de Franciscanerkerk in Frankfurt.
Böddecker trouwde op 21 februari 1637 in Stuttgart met Katharina Bechstein. Met haar kreeg hij een zoon Philipp Jakobus (1642-1707), die organist zou worden.
In 1642 was Böddecker in Straatsburg waar hij als organist van de kathedraal aan de slag ging. Zes jaar later kwam daar de functie van muziekdirecteur aan de universiteit bij.

### Stuttgart
Böddecker kreeg in 1652 een aanstelling als organist te Stuttgart. In deze functie moest hij ook les geven aan de koorknapen.
In 1657 hoopte hij de vrijgekomen functie van kapelmeester te krijgen, maar hij werd gepasseerd: hertog Eberhard benoemde de componist Samuel Friedrich Capricornus als de nieuwe kapelmeester voor zijn hofkapel. Voor Böddecker was dit een bittere pil en hij begon Capricornus zwart te maken bij de kapelmusici. Zo trok hij Capricornus' kwaliteiten als componist in twijfel. Ook was hij niet gecharmeerd van de Italiaanse muziek die door Capricornus werd gepropageerd. De conflicten escaleerden en Capricornus beklaagde zich bij de hertog over het ondermijnende gedrag van Böddecker, waarbij hij tevens kritiek uitte over de matige kwaliteit van Böddeckers composities.
In 1683 overleed Böddecker in Stuttgart.

## Werken
Böddecker heeft diverse werken gecomponeerd, maar slechts weinig daarvan is bewaard gebleven. Wel behouden is onder andere Melos irenicum (1650), een Te Deum dat hij speciaal voor de Vrede van Westfalen had geschreven. De Sacra partitura (1651) is opgedragen aan hertogin Sibylla von Württemberg en vertoont invloeden van de Italiaanse monodie. Zijn twee sonates - een voor viool en een voor fagot - worden beschouwd als vroege voorbeelden van de sonatevorm in Duitsland.
Zijn muziekverhandeling Manuductio nova werd postuum uitgegeven in 1701 door zijn zoon Philipp Jakob.